# Чуваська Сорма
Чува́ська Со́рма (рос. Чувашская Сорма, чув. Чăваш Сурăм) — село у складі Аліковського району Чувашії, Росія. Адміністративний центр Чувасько-Сорминського сільського поселення.
Населення — 177 осіб (2010; 233 у 2002).
Національний склад:
- чуваші — 98 %